# Adéla z Geldern
Adéla z Geldern (1186–1218) byla holandskou hraběnkou. Narodila se jako dcera hraběte Oty I. z Geldern a jeho manželky Richardis Bavorské.
V roce 1197 se ve městě Stavoren provdala za hraběte Viléma I. Holandského, s nímž měla pět dětí̠. Zemřela v roce 1218, zatímco byl její manžel na páté křížové výpravě. Pohřbena byla v opatství Rijnsburg.